# Групповой брак

Схема одной из форм группового брака

Групповой (коммунальный) брак — полигамный вид совместной жизни, при котором в союз вступают одновременно более чем два взрослых человека, одна из форм поливерности. Участники таких отношений считают друг друга равноправными партнёрами, ведут общее хозяйство, разделяют заботу о детях и так далее. В разговорной речи на постсоветском пространстве такой союз называется «шведской семьёй», хотя такое именование не имеет под собой никакого реального основания.
В соответствии со взглядами некоторых этнологов, антропологов и философов (например, Льюиса Моргана и Фридриха Энгельса, некоторых советских этнологов) групповой брак представлял собой древнейшую форму брака, при которой все мужчины одной кровнородственной группы (рода, фратрии и т. п.) могли иметь брачные связи со всеми женщинами другой такой же группы.

## Групповой брак в антропологии
Антропологи-эволюционисты XIX века утверждали, что групповой брак был промежуточным этапом эволюции брачных отношений, приведшей человечество от промискуитета к моногамному браку (Эдуард Тайлор, Льюис Морган, Джон Мак-Леннан, Иоганн Бахофен). Согласно Льюису Моргану, групповой брак, где все женщины некой группы являлись жёнами всех мужчин этой группы, был первым этапом развития института брака.
Эта идея Моргана, среди прочих, легла в основу одного из базовых марксистских трудов — книги Фридриха Энгельса «Происхождение семьи, частной собственности и государства», где также отвергалась идея об изначальности моногамного брака и патриархальной формы семьи.
Антропологи описывают групповые браки в некоторых отдалённых коренных сообществах, иногда существовавшие вплоть до начала XX века, например, среди американских эскимосов-инупиатов, сообщества наиров в Индии, древних гавайцев, некоторых народов Меланезии; в России — среди эвенков, алеутов, чукчей и даже донских казаков.

## Групповой брак в наши дни

### Классификация
В зависимости от сексуальной ориентации участников группового брака, все взрослые люди в таком союзе могут быть сексуальными партнёрами. Например, если участники гетеросексуальны, то у всех женщин в группе могут быть сексуальные отношения со всеми мужчинами в группе; если участники являются бисексуалами или пансексуалами, они могут вступать в отношения с представителями обоих полов. Групповой брак предполагает, что участники будут хранить верность группе и не вступать в сексуальные отношения за её пределами, при этом группа может принимать новых партнёров, но только при полном согласии всех её членов.
Наиболее распространённым форматом группового брака является триада (фр. ménage à trois — «любовь втроём») из двух женщин и одного мужчины или двух мужчин и одной женщины.

### Групповой брак в современном обществе
На Западе групповой брак в современном обществе изучается с 1970-х годов.
Американские исследователи описывали среднестатистических участников групповых браков среди городских жителей как преимущественно белых представителей среднего класса с высшим образованием (иногда даже учёными степенями) и стабильной работой. В такую семью входили 2-3 пары. Чаще всего одна супружеская пара служила ядром, к которому примыкали другие партнёры или семейные пары.
Участники групповых браков из сельской местности также были белыми представителями среднего класса с хорошим образованием. Однако сами они были моложе, а их доходы — значительно ниже. В таких общинах состояли по 11-17 взрослых. 83 % пар не пребывали в зарегистрированном браке и всячески возражали против подобных регистраций. Чаще всего такая группа организовывалась вокруг харизматического лидера мужского пола, выступающего идеологом общины. В отличие от городских жителей, участники групповых браков из деревни часто употребляли марихуану, ЛСД, мескалин для достижения «всеобщего единства» и связи с «космическим сознанием».
Среди причин участия в групповых браках респонденты называли разочарование в ограничениях традиционного моногамного брака, поиск формата, где будет больше любви, свободы, креативности; расширение сознания; желание быть частью большой и любящей семьи; доступ к более разнообразным сексуальным отношениям; преимущества воспитания детей более, чем одной парой родителей; побег от одиночества; обеспечение финансовой стабильности за счёт новых работающих членов группового брака.
Среди преимуществ таких союзов респонденты называли личностный рост, повышение самооценки и самосознания, бо́льшую способность любить.
В то же время участники группового брака сталкивались со многими проблемами. Хотя члены подобных союзов и искренне предпринимали усилия, чтобы создать равносильную эмоциональную связь друг с другом, на практике одни отношения в пределах группового брака часто оказывались сильнее других. Особенно это касалось пар, пребывавших в ранее зарегистрированном браке, которые считали свои отношения особенными, более глубокими и сильными. Другие проблемы — соперничество и ревность, эмоциональная перегрузка, неодобрение таких отношений обществом, а также невозможность создать эффективную систему распределения работы по дому и управления общими финансами.

### Правовой статус
Групповой брак официально не признаётся ни в одной стране мира. Однако законодательство большинства стран прямо не запрещает трём и более людям иметь сексуальные отношения (если только в этих странах не запрещено сожительство вне брака, гомосексуальные связи и т. п.). Участники группового брака не могут пользоваться такими же правами (в отношении имущества, опеки над детьми), как супруги в официально зарегистрированном браке.

## Примеры группового брака
Примеры сожития в групповом браке можно найти среди государственных деятелей (британский дипломат сэр Уильям Гамильтон, его жена Эмма и её любовник адмирал Горацио Нельсон; советский революционер Владимир Ульянов-Ленин, его жена Надежда Крупская и революционерка Инесса Арманд); учёных (основатель аналитической психологии Карл Густав Юнг, его жена и психоаналитик Антония Вольф; создатель квантовой механики Эрвин Шрёдингер, его жена Аннемари Бертель и любовница Хильде Марх); литераторов (например, Владимир Маяковский жил с супругами Лилей и Осипом Бриком). Также известны коммуны, где их участники состояли в групповом браке между собой. Например, существовавшая во второй половине XIX века коммуна Онайда (Oneida Community) или сто лет спустя коммуна хиппи Кериста (Kerista).
Феномен представлен в таких произведениях литературы, как «Харрадский эксперимент» и «Предложение 31» Роберта Риммера (1966), «Сами боги» Айзека Азимова (1972), «Луна — суровая хозяйка» Роберта Хайнлайна, а также в кино:
- «Третья Мещанская» (1927 г., реж. Абрам Роом)
- «Жюль и Джим» (1953 г., реж. Франсуа Трюффо)
- «Бутч Кэссиди и Санденс Кид» (1969 г., Джордж Рой Хилл)
- «Ретро втроём» (1998 г., реж. Пётр Тодоровский)
- «Мечтатели» (2003 г., реж. Бернардо Бертолуччи)
- Телесериал «Чёрные паруса» (2014—2017)

## Происхождение выражения «шведская семья»
Выражение «шведская семья» для обозначения группового брака используется исключительно на постсоветском пространстве и не имеет под собой никакого реального основания (подавляющее большинство шведов отдают предпочтение нуклеарным семьям, хотя часто и не регистрируют отношения официально). Оно возникло в СССР в 1970-х годах. Исследователи предполагают, что его появление связано с докатившимися до СССР на волне сексуальной революции историями о представителях левой шведской молодёжи, совместно проживающих в так называемых коммунах. В эти же годы по Москве и Ленинграду подпольно циркулировали шведские журналы и фильмы эротического содержания, породившие мнение об особой раскрепощённости шведов. Вероятно, свою лепту в этот процесс внесла популярная в то время группа АББА, которая состояла из двух пар.
Первый случай письменного употребления понятия «шведская семья» можно датировать по данным корпуса русского языка Google 1980 г. — неопубликованным в своё время рассказом контркультурного писателя и поэта Евгения Харитонова «Слёзы на цветах»: «Уже другие формы жизни на свете и мне их поздно узнавать. ПТУ, Вокально-инструментальный ансамбль, Шведская семья». В 1985 году этот рассказ выходит в подпольном журнале, посвящённом русскому искусству, «А — Я». В Национальном корпусе русского языка самый ранний пример использования выражения «шведская семья» датируется 1996 годом. В начале 2000-х «шведская семья» в значении группового брака начинает активно использоваться в прессе, а в 2010-х — и в русскоязычной научной литературе.
Таким образом, можно сделать вывод, что выражение «шведская семья» возникло в разговорной речи богемных кругов в 1970-е гг., в 90-х после распада СССР проникло в прессу и утвердилось в публицистике, и, несмотря на огромное количество публикаций, опровергающих этот стереотип, в 2010-х вошло в язык науки.
Не исключено, что выражение «шведская семья» — это докатившиеся до СССР отголоски западных представлений о Швеции как стране с сексуально раскрепощёнными гражданами. Этот образ появился в 1950-е годы на Западе, в частности, в США и закрепился в выражении «шведский грех». Причины этого явления можно рассматривать в культурной и политической плоскостях.
В первой половине XX века о Швеции совсем не писали как о стране с «необузданной сексуальной свободой». Считается, что основу такого международного имиджа Швеции положил кинематограф. В некоторых шведских фильмах начала 50-х годов изображались обнажённые люди, сексуальные отношения несовершеннолетних и т. п. И хоть по современным меркам «эротика» в таких фильмах была весьма целомудренной, для того времени несколько секунд обнажённой натуры в кадре выглядели революционно. Например, в фильме «Она танцевала одно лето» (Hon dansade en sommar, 1951 г., реж. Арне Маттссон), получившем Золотого медведя на Берлинском кинофестивале, несколько секунд видно обнажённую грудь актрисы Уллы Якобссон.
В 1953 году выходит «Лето с Моникой» (Sommaren med Monika, реж. Ингмар Бергман). Эта история о девушке-подростке, которая оказалась незаинтересованной в длительных отношениях, стала символом шведской «свободной любви» благодаря откровенному киноязыку, в частности, в известной сцене непринуждённого купания голышом.
В 60-х годах идея «шведского греха» стала настолько популярной, что её начали воспроизводить в американском и европейском кинематографе. Так, в итальянском мондо-фильме «Швеция: ад и рай» (Svezia, inferno e paradiso, 1968 г., реж. Луиджи Скаттини) собраны все клише о «шведском грехе»: лесбийские ночные клубы, порнофильмы, наркотики, алкоголизм, самоубийства, свингеры и сексуальное просвещение среди подростков. А участие шведской актрисы Кристины Линдберг в эксплуатационных эротических фильмах «Дева в Швеции» (Maid in Sweden, 1971, Ден Вульман), «Путешествие в Японию» (The Kyoto Connection, 1973, реж. Садао Накадзима), «Триллер — жестокий фильм» (Thriller — en grym film, 1974 г., реж. Бу Арне Вибениус) и др. лишь утвердило стереотипы о якобы распутных шведах.
На становление стереотипа повлияла и прогрессивная политика шведского государства. Так, с 1955 года в Швеции введено обязательное половое просвещение в школах. В 1969 году тут был снят первый в истории просветительский фильм об интимных отношениях с комментариями сексологов. В 1971 году была легализована порнография.
Также в Швеции на государственном уровне более либерально относились к контрацепции, гомосексуальности и тому подобным вещам.
На Западе распространение слухов об аморальности шведов происходило на фоне отказа Швеции от вступления в НАТО, а также кампании критики «государства всеобщего благосостояния», которое США рассматривали как более «социалистический» путь развития в противовес более «капиталистическому» американскому. Венцом этой информационной кампании стала статья в журнале Time «Грех и Швеция» (Sin and Sweden) журналиста и писателя Джо Дэвида Брауна. В этом тексте, часть комментариев для которого была получена сомнительным с точки зрения журналистской этики образом, Браун описывает Швецию как Содом и Гоморру XX века: авторитет церкви якобы чрезвычайно низкий, в стране десятки тысяч невенчанных пар, а примерно 10 % младенцев рождаются вне брака. Упадок общественной морали, по мнению автора, это результат социалистических экспериментов правительства.
Окончательную точку в вопросе поставил президент США Дуайт Эйзенхауэр в 1960 году. Критикуя шведскую социальную политику, он отметил, что чрезмерные траты на социальную сферу порождают «грех, обнажёнку, пьянство и самоубийства».